# Citania de Briteiros

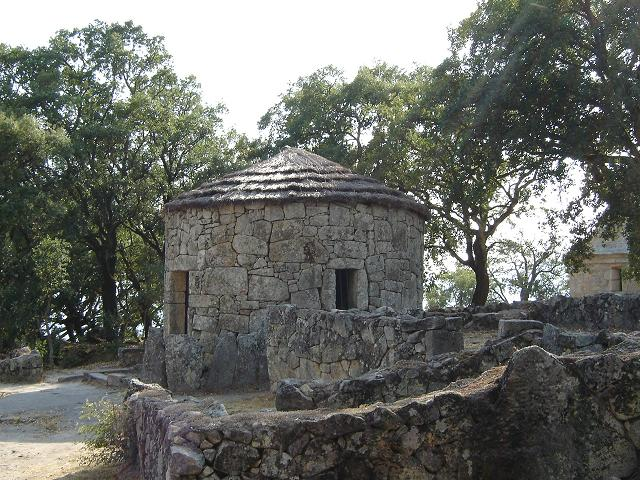
Citania de Briteiros: casa reconstruida.

La citania o castro de Briteiros (en portugués citânia de Briteiros) es una localidad arqueológica portuguesa de la Edad del Hierro, situada en lo alto del monte de São Romão, en la feligresía de Salvador de Briteiros, municipio de Guimarães (a unos 15 km al noroeste de esta última localidad). Es un castro con las características generales de la cultura castreña del noroeste de la península ibérica.

## Descripción
Las ruinas, que fueron descubiertas por el arqueólogo portugués Martins Sarmento en 1875, son los restos de una población amurallada con rasgos culturales celtas. La citania se encuentra en lo más alto del monte, tal como ocurre con numerosos castros. Existen, realmente, tres murallas, con una media de dos metros de anchura y cinco de altura.
La influencia de la romanización llega a Briteiros en el siglo I a. C., y se manifiesta por numerosos vestígios, tales como inscripciones latinas, monedas de la República y del Imperio, fragmentos de cerámica importada (terra sigillata), vidrios, etc. La influencia indígena se muestra en la disposición topográfica de la población, el trazado de las murallas, la planta circular y el proceso constructivo de las casas y por la decoración con motivos geométricos.

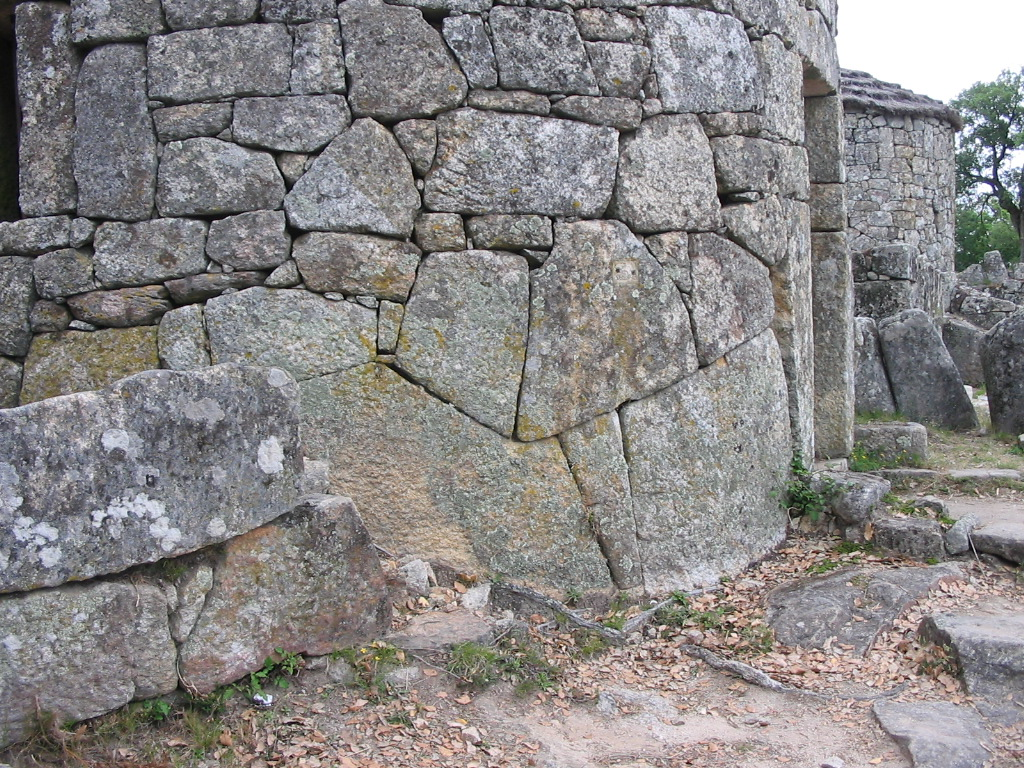
Citania de Briteiros: detalle de la sillería en la base del muro de una casa.

En la zona hay otros vestigios de la misma época, como los castros de Barcelos o Sanfins. Restos de culturas más antiguas dan testimonio del primitivismo de los orígenes de la citania de Briteiros: instrumentos de piedra eneolíticos o de la Edad del Bronce inicial. Por otro lado, las «mamoas» (dólmenes recubiertos por piedras formando túmulos, mammulus) y grabados rupestres en las proximidades de la citania, muestran la existencia de una cultura autóctona previa a la romana. Esta citania fue abandonada definitivamente en el siglo III.
Interpretaciones recientes permiten atribuir a la citania de Briteiros el papel de capital política de los Callaeci Bracari en el inicio del siglo I d. C., reuniéndose el "consilium gentis" en la gran casa circular de bancos adosados a las paredes.
Está clasificada por el Instituto Português do Património Arquitectónico como Monumento Nacional desde 1910.

## Baños de vapor

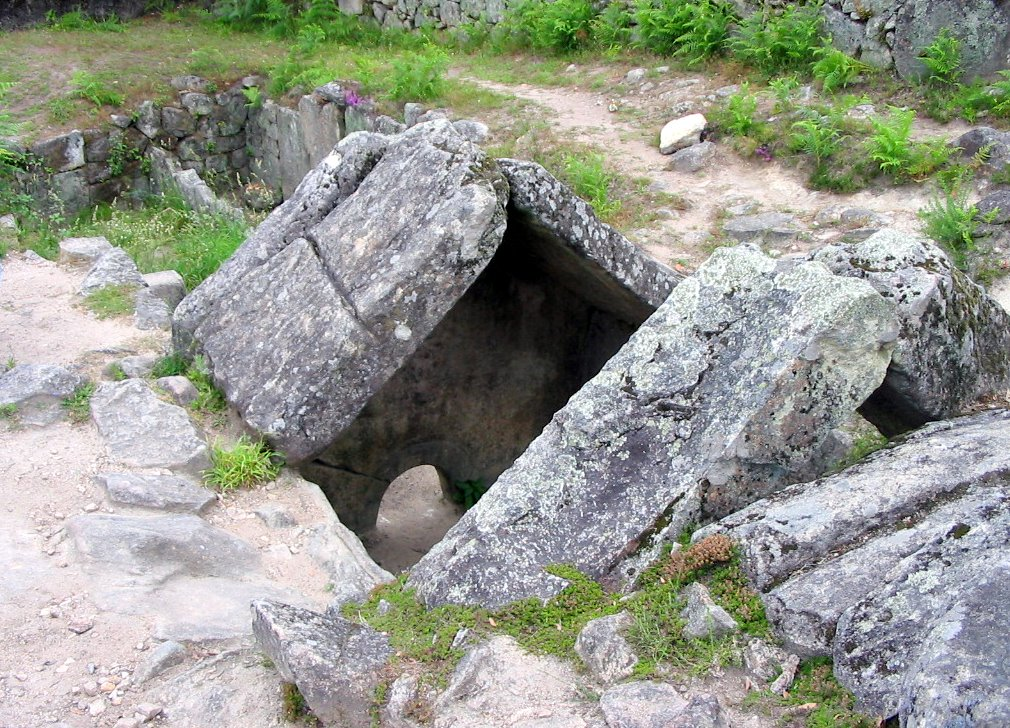
Citania de Briteiros: Balneario suroeste. En primer término la sauna, al fondo el atrio con los tanques para el agua fría (la cámara intermedia queda oculta por la perspectiva).

Unos de los monumentos prerromanos más sorprendentes son los balnearios, ubicados en las partes más bajas del asentamiento. Hubo al menos dos balnearios en la citania de Briteiros, uno al suroeste, el mejor conservado y otro al este. Anteriormente se pensaba que estas saunas eran construcciones de carácter funerario, crematorios.

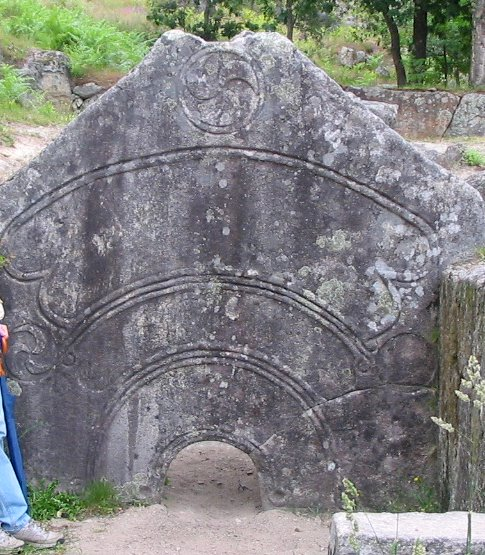
Citania de Briteiros: Balneario suroeste, detalle de la pedra formosa.

Constaban de tres cámaras: un atrio con tanques de agua fría, una antecámara y la sauna. La separación entre la antecámara y la sauna estaba realizada con una estela de roca ornamentada de forma pentagonal (la pedra formosa), con una pequeña abertura semicircular en la base para poder pasar de una sala a otra, reduciendo así la pérdida de calor. La cámara interior, la sauna, servía para tomar baños de vapor echando agua sobre piedras calientes; la cubierta estaba formada por grandes losas a dos aguas y su extremo final era semicircular (a modo de ábside) y rematado por una falsa bóveda.
El balneario suroeste se conserva prácticamente completo, con la pedra formosa in situ.